# Lithonia
Lithonia är en stad i DeKalb County i Georgia. Vid 2010 års folkräkning hade Lithonia 1 924 invånare.